# Átila Iório

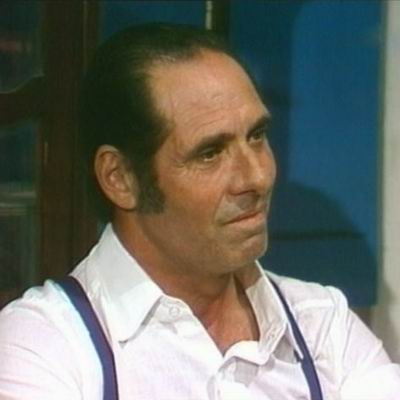
Átila Iório

Átila Iório (* 1. April 1921 in Rio de Janeiro; † 10. Dezember 2002 ebenda) war ein brasilianischer Schauspieler.
Iório gehörte zu den wichtigsten Charakterdarstellern des brasilianischen Films und Fernsehens, insbesondere des Cinema Novo. International bekannt wurde er durch die Rolle des Miguel in der Telenovela Die Sklavin Isaura. Weitere wichtige Filme waren die britisch/portugiesische Co-Produktion Der Smaragdwald (1985), der brasilianische Film O Mistério de Robin Hood (1990) und insbesondere die 1963 vom Bayerischen Rundfunk produzierte Literaturverfilmung Vidas Secas – Nach Eden ist es weit, nach einem Roman von Graciliano Ramos, der vom Leben einer brasilianischen Landarbeiterfamilie handelt.

## Filmografie (Auswahl)
- 1963: Vidas Secas – Nach Eden ist es weit
- 1964: Lana – Königin der Amazonen
- 1985: Der Smaragdwald (The Emerald Forest)
- 1990: O Mistério de Robin Hood